# Баков на Јизери
Баков на Јизери (чеш. Bakov nad Jizerou) град је у Чешкој Републици. Град се налази у управној јединици Средњочешки крај, у оквиру којег припада округу Млада Болеслав.

## Становништво
Према подацима о броју становника из 2014. године град је имао 5.071 становника.